# Cheikh Mnemèche
Cheikh Mnemèche, né Mohamed Mnemèche à Alger vers 1809, est un musicien algérien. Il est l'un des grands-maîtres de la musique sanâa, le dernier représentant de la période ottomane.

## Biographie
Mohamed Mnemèche est né à Alger vers 1809, il débute tôt dans la vie artistique. Il excellait dans le maniement de différents instruments avec une prédilection pour la kuitra et était le grand-maître détenteur de tout le répertoire classique à Alger. 
Il possédait une voix agréable, mais peu puissante. Il était accompagné au rabâb par Maalem Ben Farachou, qui était avec Cheikh Menemeche celui qui pratiquait le mieux l'art andalou. 
Il tenait son savoir d’un précédent grand maâlem, Ahmed Ben Hadj Brahim, chanteur préféré du dernier Dey d’Alger. Il est le plus grand Maître du XIXe siècle, après la chute du pouvoir de la régence d'Alger. Avec son maître Ahmed Ben Hadj Brahim, ils sont présentés comme de fervents défenseurs de la tradition orale et de ses secrets. La diffusion à l'époque se faisait avec parcimonie.
Mnemmèche avaient de multiples disciples qu'ils avaient hérités son répertoire, parmi eux Cheikh Sfindja, considéré comme son successeur. Il est mort en 1891.